# Ercole Sarti

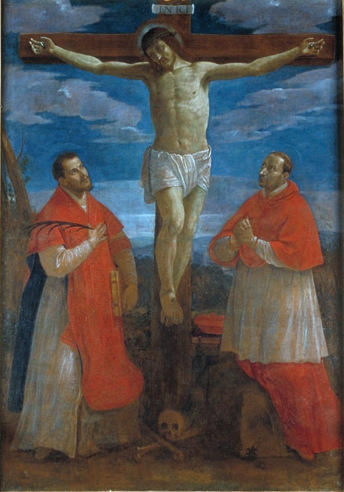
Crocifissione tra i santi Valentino e Carlo Borromeo, chiesa parrocchiale di San Valentino, Salara.

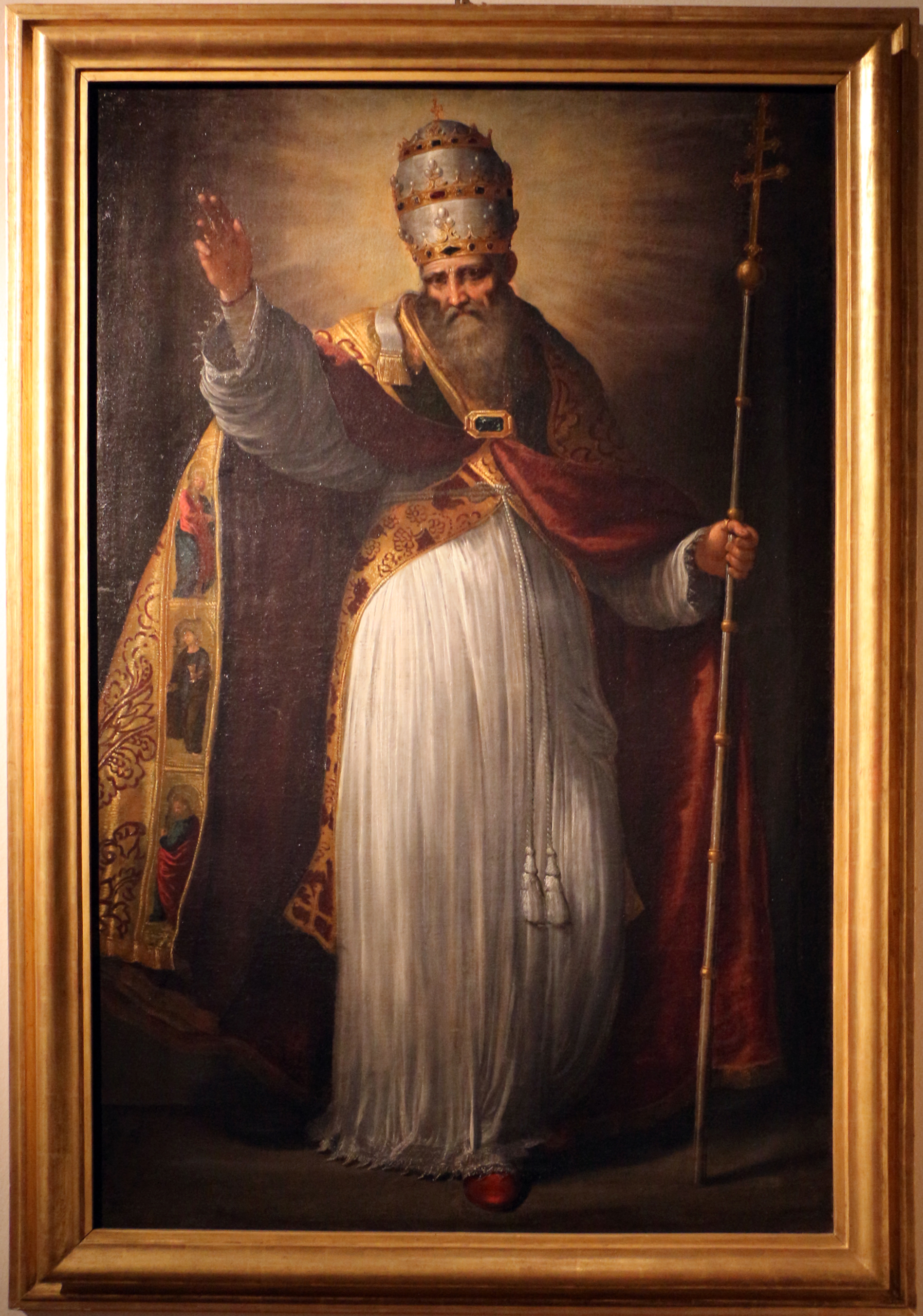
San Silvestro papa, esposto presso il palazzo dei Diamanti, Ferrara.

Ercole Sarti, noto anche con lo pseudonimo di Muto di Ficarolo (Ficarolo, 23 dicembre 1593 – ...), è stato un pittore italiano.

## Biografia
Ercole Sarti nasce a Ficarolo, piccolo centro abitato del Polesine addossato all'argine sinistro del fiume Po, il 23 dicembre 1593, figlio di Giovanni e Fulvia Nigrisoli. Dopo i primi anni di vita si scoprì affetto da mutismo, disabilità che lo avrebbe identificato in seguito con lo pseudonimo di "Muto da Ficarolo" ma che non gli impedì di seguire la sua vocazione all'arte pittorica. Si tramanda che una sua prima opera fosse l'esecuzione di una Madonna con i Re Magi realizzata a soli 16 anni ed esposta davanti alla propria abitazione in occasione di una processione nel paese natio.
Citato dallo storico Marco Antonio Guarini come giovane di talento, studiò per lungo tempo prima di trasferirsi a Ferrara per seguire gli insegnamenti di Carlo Bononi, anche se le sue opere richiamano le tecniche di Ippolito Scarsella detto lo Scarsellino, mettendosi in luce tanto da venire considerato al tempo e nella zona secondo per importanza solo ai due maestri già citati.
Fu esponente della scuola ferrarese, lavorò nelle zone che lambiscono Lombardia, alta Emilia e basso Veneto su soggetti prevalentemente a tema religioso, dove lasciò traccia nelle chiese di Quatrelle (Felonica), Salara, nella parrocchiale di San Valentino, e Ficarolo. In quest'ultima, la parrocchiale di Sant'Antonino Martire, una pala d'altare raffigurante una Crocifissione con sant'Antonino e san Carlo Borromeo adorna l'abside della chiesa, mentre una sua seconda opera è esposta nella vicina sala dei Confratelli, una Madonna del Rosario e i santi Rocco e Sebastiano dipinta nel 1631 in occasione della fine dell'epidemia di peste che colpì il territorio.